# 曲曲克苏湖
曲曲克苏湖，位于中华人民共和国新疆维吾尔自治区和田地区民丰县县城东北80千米、315国道以北7千米处的一座盐湖，地处塔里木地台南部，湖水主要依靠地下潜水补给，水域面积约15平方千米，湖盆面积100平方千米。